# Nova Hartz
Nova Hartz egy község (município) Brazíliában, Rio Grande do Sul államban, Porto Alegre metropolisz-övezetében (Região Metropolitana de Porto Alegre, RMPA). 2021-ben a község népességét 22 147 főre becsülték.

## Története
A régi időkben a Morro Ferrabraz lejtőin tupi-guarani, charrua és minuano indiánok éltek. A geológusok megafaunára utaló jeleket is találtak (óriáslajhár barlangja). Az európai gyarmatosítás a 19. század közepén vette kezdetét; 1846-1849 körül a német Hartz testvérek (Wilhelm és Johann Philipp) megalapították Picada Hartz települését. A testvérek később a paraguayi háborúban estek el, 1866-ban, illetve 1867-ben.
Picada Hartz lakossága kezdetben szinte kizárólag németekből állt és létfenntartó mezőgazdasággal foglalkozott. Később újabb bevándorlók érkeztek; a mai lakosok 55%-ban német, 45%-ban más nemzetiségű családok leszármazottai. A vasút 1903-ban érte el a települést, itt létesült a São Leopoldo és Taquara közötti vonal Campo Vicente állomása, amely a térség gazdasági fellendülését vonta maga után. Megjelent az ipar: manióka, kukorica feldolgozása, majd az 1930-as évektől lábbeligyártás.
1985-ig Sapiranga kerülete volt, ekkor függetlenedett, és 1987-ben Nova Hartz néven önálló községgé alakult.

## Leírása
A község a Rio dos Sinos völgyében fekszik, területének túlnyomó része alacsony, kisebb dombokkal. Északon hegyes, a község határát a Geral-hegység 700 méter magas előhegyei alkotják, amelyeken az atlanti-parti erdők maradványai is megtalálhatók. Itt van Rio Grande do Sul egyik legnagyobb vízesése, az Arroio da Bica vízesés. A község gazdaságának legnagyobb részét az ipar teszi ki, a lakosok főként városon laknak.